# 阿尔法·卡巴
阿尔法·卡巴（英語：Alpha Kaba，1996年1月29日—）為法國男子籃球運動員，最後效力於韓國籃球聯賽高陽索諾天空槍手。

## 職業生涯
2015年7月5日，亞得里亞海聯賽梅加簽下卡巴。2017年6月22日，卡巴在NBA选秀第二輪第60順位獲得亚特兰大老鹰青睞。7月28日，卡巴與ASVEL簽下三年合約。2019年8月15日，卡巴離開ASVEL。9月18日，多爾多涅布拉扎克引進卡巴。2020年7月3日，楠泰爾92與卡巴簽下兩年合約。2021年7月28日，加濟安泰普簽下卡巴。2022年8月4日，布杜克諾斯特與卡巴簽下兩年合約。2023年10月9日，中国男子篮球职业联赛江苏龙與卡巴簽約。2024年4月2日，瓦伦西亚與卡巴簽約至賽季結束。9月27日，卡巴與特拉維夫馬卡比簽下為期一個月半的合約，頂替受傷的韦尼恩·加布里埃尔。11月1日，特拉維夫馬卡比宣布卡巴離隊。12月16日，韓國籃球聯賽高陽索諾天空槍手引進卡巴頂替12月22日合約到期的艾倫·威廉斯。12月23日，高陽索諾天空槍手完成註冊卡巴。2025年2月12日，高陽索諾天空槍手終止卡巴的合約，重新引進艾倫·威廉斯。

## 外部連結
- 阿尔法·卡巴在fiba.basketball（英语）
- 阿尔法·卡巴在archive.fiba.com（archived）（英语）
- 阿尔法·卡巴在亞得里亞海聯賽（英语）
- 阿尔法·卡巴在西班牙篮球甲级联赛（球員）（西班牙语）
- 阿尔法·卡巴在土耳其籃球超級聯賽（英语）
- 阿尔法·卡巴在韓國籃球聯賽（英语）
- 阿尔法·卡巴在Basketball-Reference.com（NBA）（英语）
- 阿尔法·卡巴在Basketball-Reference.com（國際）（英语）
- 阿尔法·卡巴在Eurobasket.com（球員）（英语）
- 阿尔法·卡巴在RealGM（英语）
- 阿尔法·卡巴在Proballers（英语）
- 阿尔法·卡巴在中国篮球数据库（新浪网）
- 阿尔法·卡巴在Flashscore（英语）